# Cacia subcephalotes
Cacia subcephalotes är en skalbaggsart som beskrevs av Stefan von Breuning 1968. Cacia subcephalotes ingår i släktet Cacia och familjen långhorningar.
Artens utbredningsområde är Laos. Inga underarter finns listade.